# Werner Sombart

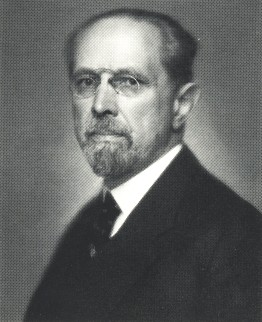
Werner Sombart in 1930

Werner Sombart (Ermsleben, 19 januari 1863 - Berlijn, 18 mei 1941) was een Duitse econoom en socioloog. Hij stond aan het hoofd van de "jongste Historische Schule". In het eerste kwart van de 20e eeuw was hij een van de toonaangevende Europese sociale wetenschappers. 
Sombart was in 1913 de eerste die de term "Creatieve destructie" introduceerde, die later vooral bekend is geworden uit het werk van Joseph Schumpeter.
Zijn dochter Clara trouwde met Hans Gerhard Creutzfeldt.

## Voetnoten
1. ↑  In Krieg und Kapitalismus (Oorlog en kapitalisme)

- Bibsys: 90196009
- Biblioteca Nacional de Chile: 000035369
- Biblioteca Nacional de España: XX1722463
- Bibliothèque nationale de France: cb12033721p (data)
- Catàleg d'autoritats de noms i títols de Catalunya: 981058610433706706
- CiNii: DA01647346
- Gemeinsame Normdatei: 118751433
- International Standard Name Identifier: 0000 0001 2122 2743
- Library of Congress Control Number: n50013086
- Nationale Bibliotheek van Letland: 000052557
- Mathematics Genealogy Project: 137068
- Bibliotheek van het Japanse parlement: 00457152
- Nationale Bibliotheek van Tsjechië: jn20000701674
- Nationale bibliotheek van Australië: 35512287
- Nationale Bibliotheek van Israël: 987007268390305171
- Nationale Bibliotheek van Polen: a0000002631274
- Nationale en Universitaire bibliotheek Zagreb: 000634028
- Nederlandse Thesaurus van Auteursnamen: 068475152
- Réseau des bibliothèques de Suisse occidentale: 02-A003848216
- Istituto Centrale per il Catalogo Unico: CFIV092938
- LIBRIS: 246125
- SNAC: w6km1ks1
- Système universitaire de documentation: 028516982
- Trove: 980043
- Virtual International Authority File: 17239301
- WorldCat: E39PBJc7VCtTjpJkKCX8KkVKVC